# Боббі Босолей
Роберт Кеннет «Боббі» Босолей (англ. Bobby Beausoleil; нар. 6 листопада 1947) — американський вбивця, колишній член «Сім'ї Менсона», яку очолював Чарльз Менсон.

## Біографія

### Ранні роки
Боббі народився 6 листопада 1947 року в Санта-Барбарі, штат Каліфорнія, в сім'ї робітника. Його батько був молочником. Він був первістком у великій католицькій родині і мав чотирьох братів і сестер. В молодості Боббі був непростим підлітком. В 15 років його на десять місяців відправили у виховний табір для хлопчиків Los Prietos за втечу з дому та серію підліткових пранків. Після табору він дрейфував між Сан-Франциско і Лос-Анджелесом. Босолей писав музику і брав участь в акторській діяльності. Він приєднався до кількох рок-груп в 1966 році, в тому числі до The Orkustra, The Milky Way та The Grass Roots. У наступному році він познайомився з Кеннетом Енгером, і брав участь у фільмі «Сходження Люцифера» (музику до цього фільму він написав вже в тюрмі Трейсі, відбуваючи свій довічний строк). У 1969 році Босолей жив з Гері Хінманом, в той же час він почав спілкуватися з Чарльзом Менсоном, і приєднався до "Сім'ї Менсона".

### Вбивство Гері Хінмана
Як описує в книзі «Helter Skelter» прокурор Вінсента Бульйосі, Гері Хінман був убитий за гроші і майно. Менсон стверджував, що Хінман заборгував Сім'ї. Це вбивство мало стати першим із серії вбивств, скоєних Родиною, щоб почати «Helter Skelter» — «війну», початок якої Менсон проповідував своїй Родині влітку 1969 року. Супроводжуючими Босолея в ту ніч були Сьюзен Аткінс і Мері Бруннер. Обидві згодом були залучені в інші вбивства та злочини.
Більше десяти років потому, Босолей сказав, що Хінман надав йому партію поганого мескаліну, який, у свою чергу, Босолей продав банді мотоциклістів Straight Satans. Коли байкери зажадали повернути свої гроші, Менсон відправив Босолея в резиденцію Хінмана, щоб отримати гроші. Кажуть, що Хінман відмовився платити, заявивши: «У мене немає грошей, щоб дати вам». Босолей подзвонив Менсону на Ранчо Спана, щоб сказати йому, що грошей не буде. Потім Босолей, Аткінс і Бруннер тримали його в полоні у його власному будинку, щоб переконати його повернути гроші. Коли Менсон прибув, то обрізав частину вуха Хінмана шаблею. Потім Аткінс і Бруннер защили його зубною ниткою. Потім Менсон наказав Босолею вбити Хінмана і сказав йому, щоб воно виглядало так, ніби злочин було скоєно чорними революціонерами, оскільки він передрікав своїй Сім'ї, що расова війна неминуча. Босолей вбив Хінмана і написав слова «Політична свиня» на стіні кров*ю Хінмана, намагаючись змусити поліцію вважати, що вбивство було скоєно групою радикалів. Після того, як він написав ці слова, Босолей занурив руку в кров Хінмана і залишив відбиток лапи, що символізує «Чорних пантер», щоб ввести в оману слідчих вбивства Хінмана. Босолей був згодом заарештований 6 серпня 1969 року після того, як заснув у розбитому Фіаті Хінмана поруч з шосе в Куеста-Сорті, на крутому відрізку маршруту США 101 між Сан-Луїс-Обіспо і Атаскадеро.
У двох судових розглядах Босолея про вбивство, захист нічого не говорив про вбивство, яке є результатом незаконної операції з наркотиками. Його перше одкровення про це сталося в 1981 році, через 12 років після вбивств, в інтерв'ю, опублікованому в журналі Oui. В цьому інтерв'ю він також заперечив, що Менсон приїхав в резиденцію Хінмана під час події, яка призвела до вбивства, хоча пізніше він звернув увагу на цей аспект. Це версія, яку Босолей в даний час підтримує як істину. За вбивство Хінмана він отримав довічне ув'язнення, яке відбував у різних тюрмах США.
Боббі також був музикантом, раніше пробував свої сили в акторстві. У в'язниці він одружився і продовжив музичну кар'єру. На його рахунку музика до ряду фільмів, сольні альбоми та пісні, написані для інших виконавців.
На основі інтерв'ю з Босолеєм Труман Капоте написав коротку розповідь (розмовний портрет) Then It All Came Down.

## Дискографія

### Студійні альбоми
- 1981: Lucifer Rising (reissued in 2005 and 2016)[7]
- 1997: Running with the White Wolf
- 1998: Mantra: Soundscapes for Meditation
- 2001: Orb
- 2002: 7
- 2009: The Orkustra: Experiments in Electric Orchestra from the San Francisco Psychedelic Underground, 1966-67[8]
- 2013: Dancing Hearts Afire EU LP (reissued on CD in 2016)[9]
- 2014: Orb EU LP
- 2018: Voodoo Shivaya LP and CD[10][11]

### Збірники
- 2007: Dreamways of the Mystic, Vol. 1
- 2007: Dreamways of the Mystic, Vol. 2
- 2009: The Lucifer Rising Suite (4-LP Boxed Set) Reissued in 2013.
- 2014: The Lucifer Rising Suite CD boxed set[12]

### Сингли
- 2013: "Red House"
- 2014: "OM's Law"
- 2014: "Angel"
- 2014: "Who Do You Love"
- 2015: "Ghost Highway"